# Barney và những người bạn
Barney và những người bạn (tiếng Anh: Barney & Friends) là sê-ri truyền hình dành cho trẻ em từ 1 - 8 tuổi của Mỹ. Sê-ri được Sheryl Leach sáng lập và được công ty HIT Entertainment sản xuất. Tập đầu tiên của chương trình ra mắt ngày 6/4/1992 trên kênh PBS. Nhân vật chính của show là một chú khủng long T-rex nhân hóa màu tím, truyền tải kiến thức cho trẻ em qua những trò chơi và bài hát. Đến tháng 9/2009, chương trình dừng phát sóng tập mới.
Năm 2015, đơn vị sản xuất thông báo sẽ tái khởi động lại sê-ri và ra mắt vào năm 2017, nhưng đến hiện tại, sê-ri vẫn chưa được phát sóng tiếp.